# Батаев, Ахмед Султанович
Ахмед Султанович Батаев (род. 23 сентября 1991, Хасавюрт, Дагестанская АССР, Хасавюрт, Дагестан, Россия) — российский и болгарский борец вольного стиля, член сборной Болгарии.

## Карьера
Чеченец. Является воспитанником школы хасавюртовской школы имени братьев Ирбайхановых. В начале октября 2015 стал победителем Кубка Кадырова в Грозном, а через неделю победителем VII Межконтинентальный кубок в Хасавюрте. С 2019 года выступает за Болгарию, в первый же сезон стал чемпионом страны. В 2020 году повторил свой результат. В начале января 2024 года в городе Стара-Загора, одолев в финале Андриан Волканова, стал чемпионом Болгарии.  В январе 2025 года в городе Враца вновь выиграл чемпионат Болгарии.

## Спортивные результаты
- Межконтинентальный Кубок 2015 — ;
- Чемпионат Болгарии по вольной борьбе 2019 — ;
- Чемпионат Болгарии по вольной борьбе 2020 — ;
- Индивидуальный кубок мира по борьбе 2020 — ;
- Чемпионат Болгарии по вольной борьбе 2021 — [8];
- Чемпионат Европы по борьбе 2021 — 9;
- Чемпионат мира по борьбе 2021 — 18;
- Чемпионат Европы по борьбе 2022 — ;
- Чемпионат Болгарии по вольной борьбе 2024 — ;
- Чемпионат Болгарии по вольной борьбе 2025 — ;